# فهرست کالاهای دارای مزیت نسبی در ایران

## مقدمه
مفهوم مزیت نسبی، در تکامل نظریه مزیت مطلق آدام اسمیت ابتدا در زمینه تجارت بین‌الملل به کار برده شد، به‌طوری‌که دیوید ریکاردو، در نوشته‌های خود در قرن نوزدهم میلادی، این‌گونه نتیجه‌گیری می‌کند که نفع هر کشوری در این است که به تخصصی شدن در تولید و ارائه کالاها و خدماتی بپردازد که از نظر نسبت قیمتها در آن بهترین است و با مبادله مازاد آن با کشورهای دیگر، نیاز خود به کالاها و خدمات دیگر را تأمین کند. مللی که سعی می‌کنند خودکفا باشند در واقع
به نوعی فقر را در میان مردم خود گسترش می‌دهند، چرا که با تولید کالاهایی که در تولید آن‌ها بهترین نیستند، آن کالا را با قیمتی بالاتر از قیمتی که کشورهای دیگر می‌توانستند ارائه دهند به مردم خود می‌فروشند، در حالی که می‌توانستند با آزاد گذاشتن مردم شان برای تولید کالاهایی که در تولید آن‌ها بهترین اند، نهایت بهره‌وری و سود را از آن ایشان سازند. رابرت تورنز نیز دیگر اقتصاد دانی است که گفته می‌شود هر چند نه به صورت کتاب ریکاردو مدون و شفاف، ولی به این بحث مزیت نسبی پرداخته‌است.
همین منطق برای شرکای تجاری بیشتر نیز صادق است. تجارت آزاد در میان ملت‌ها باعث افزایش رفاه تمامی طرفین تجاری می‌گردد. در ذیل کالاهایی که ایران در تولید آن‌ها دارای مزیت نسبی می‌باشد فهرست شده‌است. مزیت نسبی امر ثابتی نبوده و طی زمان می‌تواند تغییر یابد. این مزیت در نتیجه تکنولوژی متفاوت تولید حاصل می‌شود و طبیعی است با پیشرفت‌ها و دستاوردها یا تحولاتی (که گاه پس رفت تکنولوژیک ایجاد می‌نمایند مانند سیل و زلزله و جنگ و…) که در جامعه رخ می‌دهد مزیت‌ها مدام جابجا شوند.

## روش‌های عددی شناسایی مزیت نسبی
با توجه به اینکه تعیین قیمت نسبی در دنیای واقعی امروزی با تنوع بسیار زیاد کالایی و مسائل مربوط به نرخهای ارز و سیاست‌های دولت و غیره امکان‌پذیر نمی‌باشد جهت تعیین میزان مزیت نسبی، روش‌های عددی متفاوتی ارائه شده‌است که ذیلاً به آن‌ها پرداخته می‌شود. این روش‌ها و شاخص‌ها بسته به نوع داده‌ها و نحوه استفاده از آن‌ها ممکن است پیش نگر/پسنگر یا پویا/ایستا باشند.

### شاخص یا روش بالاسا
یکی از شاخصها و روش‌های عددی مورد استفاده در شناسایی مزیت نسبی توسط اقتصاد دانی به نام بالاسا ارائه شده‌است که تحت عنوان مزیت نسبی آشکار شده با علامت اختصاری RCA شناخته می‌شود. این شاخص، یک شاخص ایستای گذشته نگر است. مؤسسه مطالعات و پژوهشهای بازرگانی وابسته به وزارت صنعت، معدن و تجارت در سال ۱۳۸۲ طرح پژوهشی جامعی در خصوص تعیین مزیت نسبی صادراتی کالاهای ایرانی با استفاده از این شاخص انجام داده‌است. تحقیقات موردی متعددی هم برای گروه‌های کالایی خاص با استفاده از این روش انجام شده‌است

### مدل جاذبه ادیسون
مدل یا نظریه جاذبه یک نظریه تجاری است تا یک شاخص، طبق نظریه جاذبه که مهمترین نظریه‌ای در تجارت بین‌الملل است که بحث هزینه‌های حمل و نقل را وارد مدل و بحث کرده‌است میزان تجارت بین دو کشور تابعی مستقیم از اندازه اقتصاد آن دو کشور و تابعی معکوس از فاصله آن دو می‌باشد. شاخص جاذبه هم یک شاخص ایستای گذشته نگر است. به‌طور معمول به اقتباس از فرمول جاذبه فیزیک نسبت حاصلضرب حجم تولید ناخالص داخلی دو کشور بر مجذور فاصله آن‌ها برابر میزان جاذبه بین دو کشور می‌باشد اما این یک فرمول مقدماتی است.

## فهرست کالاهای دارای مزیت نسبی در ایران
بیشتر مزیت‌های صادراتی ایران مربوط به محصولات معدنی و صنایع معدنی نظیر سیمان، محصولات پتروشیمی، فراورده‌های نفتی، مواد اولیه و محصولات کشاورزی است. زعفران، پسته، شمش آهن، فرش، حیوانات‌زنده، فورآلدئید، کولر آبی، کربنات باریم طبیعی، پوست دباغی‌شده، خرما، محصولات تخت‌نوردشده از آهن و فولاد، کشمش، گاز، زغال‌سنگ، گلیم، دی‌تیونیت‌وسولفوکسیلات، شیره‌وعصاره‌شیرین‌بیان، مویز و انگور خشک‌شده، مس، متانول، گوگرد و گل‌گوگرد، سنگ‌مرمر و تراورتن، وازلین گرید دارویی، موی حیوانات، زیره سبز مهمترین کالاهای صادراتی هستندکه ایران در سطح جهانی برای صادرات آن‌ها حرفی برای گفتن دارد.

### خاویار ایران
ایران از عمده‌ترین تولیدکنندگان خاویار است و از مزیت نسبی در صادرات خاویار برخودار بوده‌است.
می‌توان کشورهای ژاپن، سوئد، کره جنوبی، آلمان، عمان، انگلستان، فرانسه، نروژ و قبرس را به عنوان تعدادی از گزینه‌های صادرات خاویار ایران معرفی نمود. اما ماهیان خاویاری جزو گونه‌های در معرض انقراض یا در خطر انقراض کنوانسیون CITES هستند و با توجه به رفتار نامطلوب کشورهای حاشیه دریای خزر و نیز ورود برخی ماهیهای ناسازگار با زیست‌بوم خزر گونه‌های آن در معرض خطر بیشتری قرار گرفته‌است.

### خرمای ایران
بخش کشاورزی در میان بخش‌های اقتصادی ایران جایگاه ویژه‌ای دارد. ایران از دیرباز یکی از تولیدکنندگان و صادرکنندگان بزرگ خرما می‌باشد. مقادیر شاخص‌ها در اکثر سال‌ها، نشان از مزیت نسبی خرمای ایران دارد.
اتخاذ راهبردهای سیاستی به منظور حفظ ثبات شاخص‌های مزیت خرمای ایران می‌تواند جایگاه این محصول را در صادرات بهبود دهد.

### فرش دستبافت ایرانی
یکی از پدیده‌های قابل توجه در سالهای اخیر روند رو به رشد جهانی شدن است. کشور ما نیز به منظور گسترش صادرات غیرنفتی و حضور در بازارهای جهانی درصدد پیوستن به سازمان تجارت جهانی(WTO) برآمده و در حال حاضر عضو ناظر این سازمان است. یکی از صنایع مهمی که بدین منظور باید مورد مطالعه قرار گیرد صنعت فرش دستبافت است. شاخص توان رقابت صادراتی فرش دستبافت ۶۵ رج ابریشمی اصفهان برابر با ۸۸/۰ است و بیانگر این است که فرش دستبافت ۶۵ رج ابریشمی استان اصفهان در شرایط فعلی در بازارهای جهانی دارای توان رقابت است. شاخص مزیت نسبی نیز بر اساس هزینه واحد که همان مزیت رقابتی واقعی در شرایط رقابت آزاد شرایط بعد از پیوستن ایران به (WTO) است، برابر با ۷۹/۰ و نشان دهنده مزیت نسبی این استان در تولید فرش مذکور می‌باشد.

### زعفران ایرانی
ایران با داشتن بیش از ۹۵ درصد تولید زعفران، محصولش را به ۴۵ کشور جهان صادر می‌کند. کشور اسپانیا با اختصاص حدود یک چهارم واردات این محصول ایرانی یکی از کشورهایی است که بیشترین سهم را در تجارت خارجی زعفران ایرانی دارد. اسپانیا زعفران ایرانی را به ۱۴۰ کشور دنیا، به نام خود، صادر می‌کند، اینکه اسپانیا زعفران ایرانی را با نام خودش صادر می‌کند به‌تأیید یکی از اعضای شورای ملی زعفران رسیده‌است. مقصد انواع زعفران ایرانی، کشورهایی مانند آلمان، اتریش، اردن، اسپانیا، استرالیا، استونی، اسکاتلند، افغانستان، امارات متحده عربی، انگلستان، بحرین، بلژیک، بوسنی، تایوان، ترکیه، چین، سنگاپور، سوئد، سوئیس، عراق، عربستان سعودی، عمان، فرانسه، فیلیپین، قطر، کانادا، کویت، موریس، ویتنام، هلند، هنگ کنگ، ایتالیا، نپال، مالزی، هند، ژاپن، سریلانکا، مجارستان، آذربایجان است، که البته خودِ کشور اسپانیا نیز با اختصاص حدود یک چهارم از کل صادرات این محصول ایرانی، خود یکی از کشورهایی است که بیشترین سهم را در تجارت زعفران ایرانی دارد، همچنان بازارهای ناشناخته بسیاری وجود دارد که ایران می‌تواند زعفرانش را در آنجا عرضه کند.